# Miss Universo Tocantins 2021
Miss Universo Tocantins 2021 foi a 29ª edição do tradicional concurso de beleza de Miss Universo Tocantins, válido para a disputa de Miss Universo Brasil 2021, único caminho para o certame de Miss Universo. A seletiva que elegeu a cosmetóloga e representante de Palmas, Luciana Cirqueira Gomes foi realizado no dia 3 de Outubro de 2021 no Hotel HPLUS Premium, localizado na capital do Estado. Comandado pelo empresário Raffael Rodrigues, o certame conseguiu reunir apenas cinco (5) candidatas disputando o título que pertencia à Miss Tocantins BE Emotion 2019 Alessandra Almeida, que ajudou a coroar sua sucessora no final da cerimônia.

## Histórico

### Sobre a vencedora
A representante do Tocantins vem se destacando na disputa e ganhando cada vez mais visibilidade nas redes sociais. Luciana é natural de Porto Nacional mas se mudou ainda muito nova para Palmas, cidade que representou no concurso estadual. Ela é esteticista e cosmetóloga, tem 26 anos e 1,67 de altura.
Diogo Lima, portal "Palmas Mil Grau".

### Resultados
| Posição   | Município & Candidata                  |
| Vencedora | - Palmas - Luciana Gomes               |
| 2º. Lugar | - Miracema do Tocantins - Aline Milani |
| 3º. Lugar | - Pium - Khalynne Sousa                |

## Jurados

### Final
1. Anderson Vaz, fotógrafo;
2. Marthina Brandt, diretora-executiva do Miss Brasil; 1
3. Raffael Rodrigues, coordenador do concurso.
4. Alessandra Almeida, Miss Tocantins 2019;
5. Higor Lira, Mister Tocantins 2019;

1 Avaliação feita por vídeo-conferência.

## Candidatas
Disputaram o título este ano:
- Aguiarnópolis - Isabela Cristina Aguiar Pereira

- Gurupi - Helena Oliveira Rizzi

- Miracema do Tocantins - Aline Milani Moretto[10]

- Palmas - Luciana Cirqueira Gomes[11]

- Pium - Khalynne Silva Sousa[12]